# Radical Redemption
Joey van Ingen, (Denekamp, 17 de septiembre de 1990) conocido profesionalmente como Radical Redemption, es un DJ y productor musical neerlandés de hardstyle. También produce música hardcore y es parte de Minus Militia, un trío que lo completan Chain Reaction y Crypsis. Es hijo de la cantante neerlandesa Marga Bult quien fue integrante del grupo femenino de pop Babe.
Su mejor desempeño en el Top 100 de la DJmag fue en el 2017 alcanzando el puesto #44, siendo su última aparición en 2020 en el número 90

## Carrera
Radical Redemption produce principalmente Rawstyle. Ha firmado con la agencia de artistas DJ más buscados.
En 2012, Radical Redemption lanzó su álbum debut llamado Annihilate. Esto fue lanzado en la etiqueta Minus Is More.

## Ranking DJmag
| DJ                 | 2014 | 2015 | 2016 | 2017 | 2018 | 2020 |
| ------------------ | ---- | ---- | ---- | ---- | ---- | ---- |
| Radical Redemption | 64°  | 72°  | 68°  | 44°  | 69°  | 80°  |

## Discografía
Álbumes
- 2012: Annihilate
- 2013: The Spell of Sin
- 2015: The One Man Army [PB # 8][4]
- 2017: The Road to Redemption [PB # 5][4]
- 2018: Command and Conquer [PB # 41][4]
- 2020: Chronicles of Chaos
- 2024: No Retaliation (Pt.1: The Solo's) [PB # 78][4]